# 阿木慎太郎
阿木 慎太郎（あぎ しんたろう、本名：野上 英之。1939年1月9日 - ）は、日本の小説家。恋愛小説、シリアスホームドラマ、ハードボイルド、ポリティカルフィクションなど多岐にわたる小説を発表している。
東京都出身。慶應義塾大学在学中は劇団を主宰。卒業後、東宝に入社。23年間務め、うち十数年はTVドラマ企画を担当し阿木慎太郎のペンネームで、1975年『愛と憎しみの宴』で文壇デビュー。その作品はNHK・民放などで多数ドラマ化されている。東宝映画取締役を退職後、ロサンゼルスに移住し執筆活動を本格化した。

## 著作
- 愛と憎しみの宴（東邦出版社、1976年7月）
- 幸福の設計（東邦出版社、1977年4月）
- 忘れがたき日々（東邦出版社、1978年4月）
- されど愛の日々に（サンケイ出版、1979年4月）
- 美貌人（サンケイ出版、1981年5月）
- 拳聖シリーズ（廣済堂出版）
  - 拳聖処刑行（1986年6月）
  - 拳聖情死行（1986年10月）
  - 拳聖決死行（1987年2月）
  - 拳聖地獄行（1987年5月）
  - 拳聖血戦行（1987年10月）
- 天空少女拳シリーズ（双葉社）
  - 天空少女拳（1987年4月／双葉文庫 1990年8月）
  - 天空少女拳〈2〉（1987年9月／双葉文庫 1990年11月）
  - 天空少女拳〈3〉（1988年2月）
  - 天空少女拳〈4〉（1989年2月）
  - 天空少女拳〈5〉（1990年2月）
- 必殺シリーズ（天山出版）
  - 必殺!怒りの脱出行（1988年3月）
  - 必殺!血の報復（1988年10月）
  - 必殺!マニラの地獄（1989年5月）
  - 必殺!逃亡の掟（1990年1月）
  - 必殺!死の対決（1990年10月）
- 鮮血のダウンタウン（廣済堂出版、1988年7月）
- バルガスの首 薔薇のアサシン（実業之日本社、1988年10月）
- カサブランカの憂鬱（双葉社、1988年11月）
- マリブの海に花束を（廣済堂出版、1989年2月）
- 極道（ヤクザ）狩りシリーズ／闇の警視シリーズ（祥伝社）
  - 極道狩り（1989年7月）
    - 闇の警視（祥伝社文庫、1993年9月）

  - 極道狩り・縄張（シマ）戦争（1990年1月）
    - 闇の警視〈縄張戦争編〉（祥伝社文庫、1994年4月）

  - 極道狩り・麻薬（シャブ）戦争（1991年3月）
    - 闇の警視〈麻薬壊滅編〉（祥伝社文庫、1995年1月）

  - 極道狩り・報復戦争（1992年4月）
    - 闇の警視〈報復編〉（祥伝社文庫、1996年1月）

  - 極道狩り〈完結編〉（1993年7月）
    - 闇の警視 最後の抗争（祥伝社文庫、1996年10月）

  - 被弾（2005年12月）
    - 闇の警視 被弾（祥伝社文庫、2007年6月）

  - 照準（2006年12月）
    - 闇の警視 照準（祥伝社文庫、2008年2月）

  - 弾痕（2007年7月）
    - 闇の警視 弾痕（祥伝社文庫、2009年2月）

  - 闇の警視 乱射（2011年3月／祥伝社文庫 2013年3月）
  - 闇の警視 撃滅（上・下）（祥伝社文庫、2016年12月）
- 装いは死の匂い 薔薇のアサシン（実業之日本社、1989年7月）
- サンセットに天使は死んだ（廣済堂出版、1989年8月）
- 必殺拳シリーズ
  - マンハッタン必殺拳（廣済堂出版、1990年5月）
  - 上海必殺拳（祥伝社、1993年4月）
  - 闇の狼（祥伝社、1998年6月）
  - 血の逃亡者（祥伝社、1999年4月）
- ハンティントン・ビーチ（実業之日本社、1990年8月）
- ザ・ボディガード（双葉社、1991年4月）
- ベガスの虎（実業之日本社、1992年9月）
- 左手の復讐者 鮮血のダウンタウン（祥伝社、1993年6月）
- 喧嘩道シリーズ（飛天出版）
  - 喧嘩道（天山出版、1991年11月）
    - 闇のファイター 喧嘩道（徳間文庫、2004年2月）

  - 喧嘩道 鉄人編（1994年9月）
  - 喧嘩道 激拳編（1995年5月）
  - 喧嘩道 闘魂編（1996年6月）
  - 喧嘩道 牙狼編（1997年4月）
- 暴龍（ドラゴンマフィア）（祥伝社、1994年9月／祥伝社文庫 1997年9月）
- グレード3（祥伝社、1995年11月）
- 悪（クズ）狩り（祥伝社、1996年3月）
- 弔いの刃（祥伝社、1997年7月）
- エカテリンブルグ発 赤い死神（マフィア）を撃て（祥伝社、1999年1月／祥伝社文庫 2004年12月）
- KUZU（飛天出版、1999年12月）
- 非合法捜査（祥伝社文庫、2000年5月）
- 凶運（徳間書店〈徳間文庫〉、2002年6月）
- ヴァイオリニストの息子（双葉社、2002年7月）
- 流氓（リュウマン）に死に水を―新宿脱出行（祥伝社文庫、2003年1月）
- ラスト・インテンション（祥伝社、2003年7月）
- 夢の城（祥伝社、2006年12月）
- ヴァイオリニストの暗殺者 黒人米大統領暗殺計画（ナショナル出版、2009年1月）
- 刺殺犯 警部補郷原弘（徳間文庫、2009年7月）